# Ioannis Panagoulopoulos
Ioannis Panagoulopoulos (griechisch Ιωάννης Παναγουλόπουλος; Lebensdaten unbekannt) war ein griechischer Geher.
Bei den Olympischen Zwischenspielen 1906 in Athen wurde er Fünfter im 3000-m-Gehen.